# Acianthera bragae
Acianthera bragae är en orkidéart som först beskrevs av Augusto Ruschi, och fick sitt nu gällande namn av Fábio de Barros. Acianthera bragae ingår i släktet Acianthera och familjen orkidéer. Inga underarter finns listade i Catalogue of Life.

## Bildgalleri

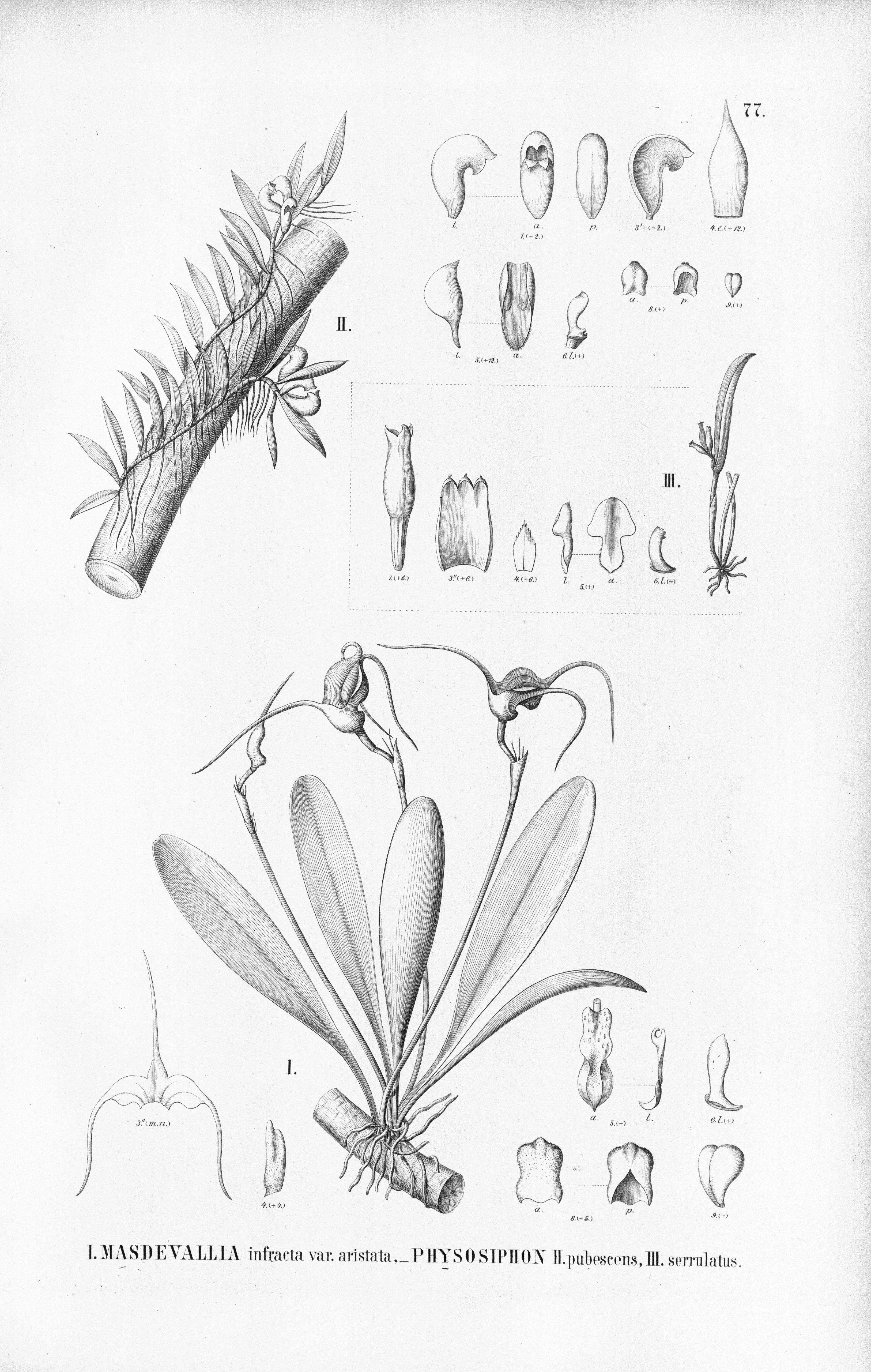